# St. Nikolaus (Trebnitz)

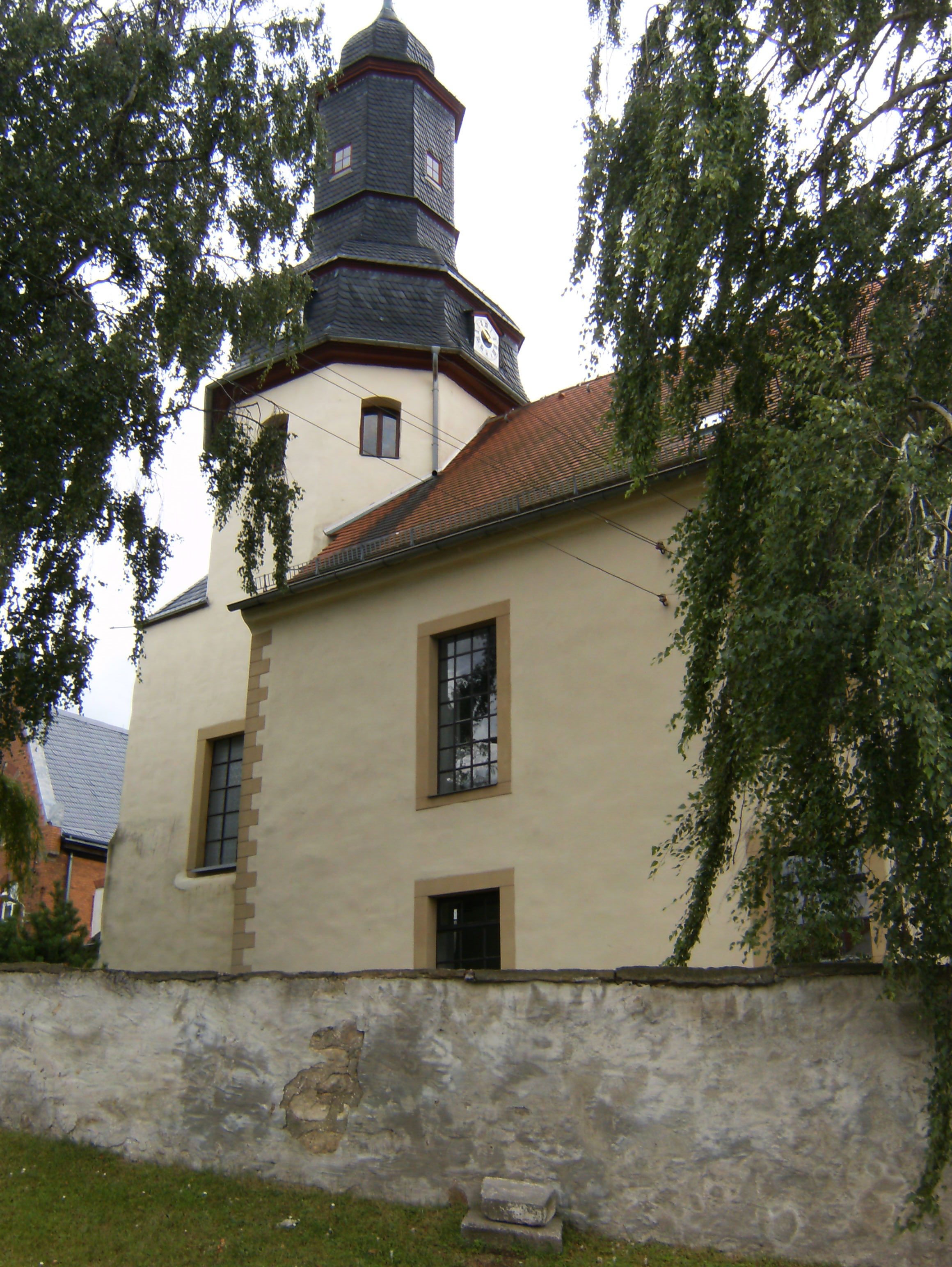
St. Nikolaus (Trebnitz)

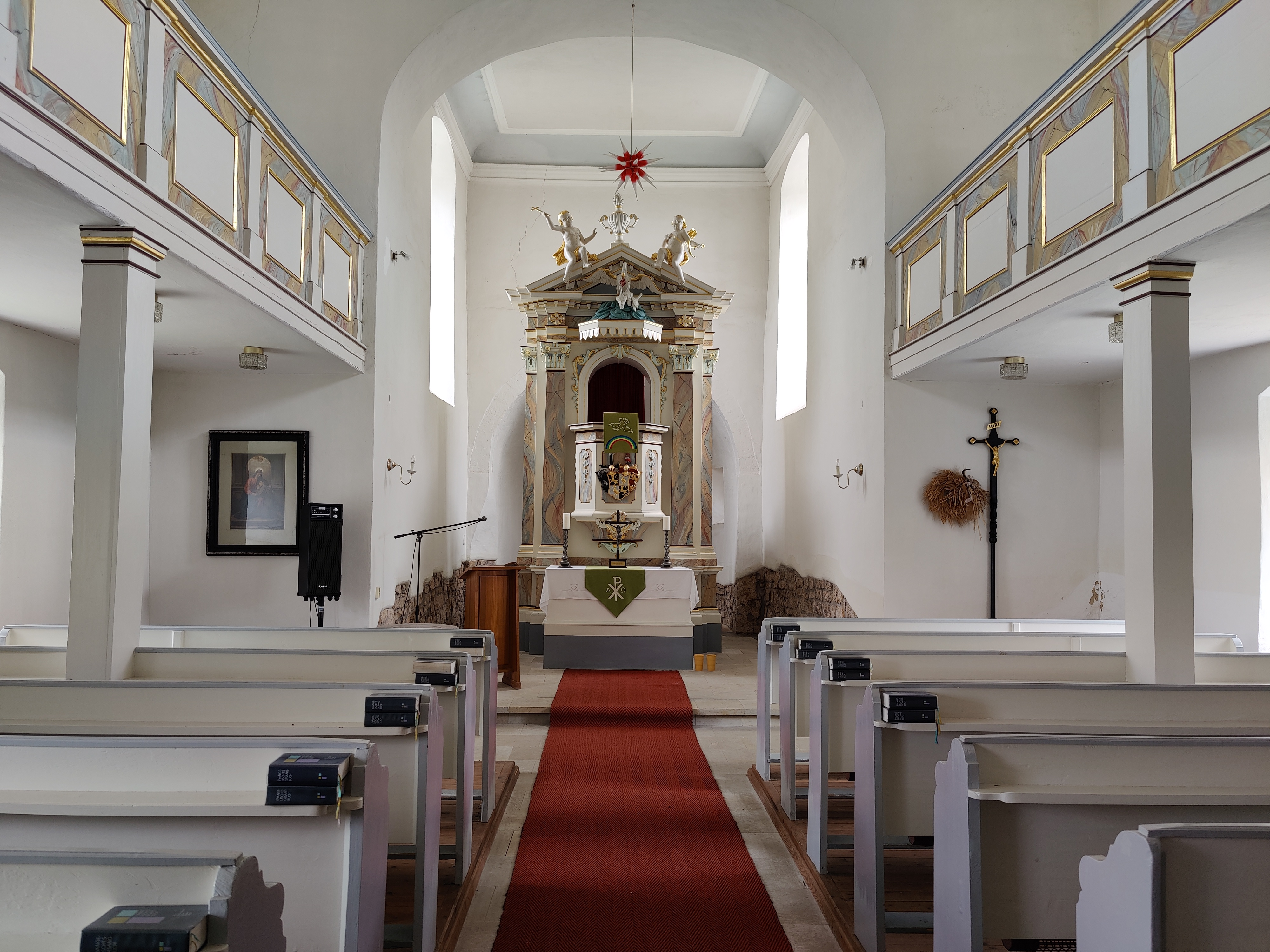
Innenansicht (2021)

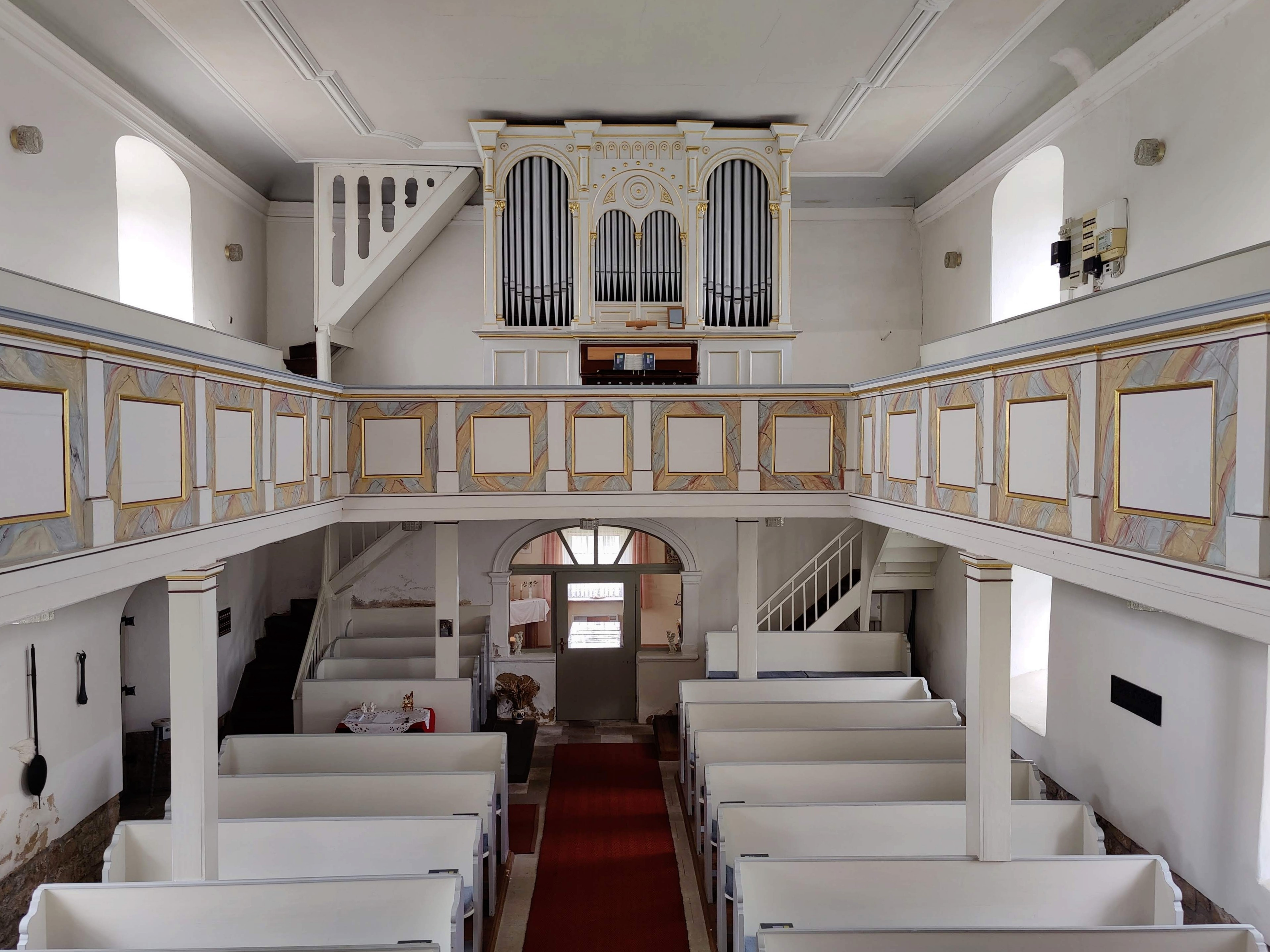
Blick zur Orgel

Die evangelische Dorfkirche St. Nikolaus steht im Ortsteil Trebnitz der kreisfreien Stadt Gera in Thüringen auf einer Hochebene südlich des Brahmetals.

## Geschichte
Das aus dem 15. Jahrhundert stammende Gotteshaus wurde 1744 im barocken Stil erweitert. Das Kirchenschiff bekam nach Westen einen Logenanbau. 1718 schaffte man zunächst eine kleine Orgel an, 1889 baute der Geraer Orgelbauer Carl Friedrich Zillgitt ein neues, größeres Werk mit 16 Registern. 1800 bekam das Gotteshaus einen achteckigen Turmaufsatz mit geschwungener Haube. Im Kirchenschiff befinden sich dreiseitige Emporen und ein wertvoller Kanzelaltar. Von 1988 bis 1993 erfolgte eine grundhafte Renovierung. Anschließend fand eine neue Weihe statt.
Die Glocken stammen aus dem 14. und 15. Jahrhundert.